# Callipallene pacifica
Callipallene pacifica is een zeespin uit de familie Callipallenidae. De soort behoort tot het geslacht Callipallene. Callipallene pacifica werd in 1939 voor het eerst wetenschappelijk beschreven door Hedgpeth. 